# Финале Свјетског првенства у фудбалу 2022.
Финале Свјетског првенства у фудбалу 2022. била је фудбалска утакмица која је одлучила побједника Свјетског првенства 2022. То је било 22. финале Свјетског првенства, турнира у коме учествују фудбалске репрезентације чланице Фифе. Финална утакмица је играна на стадиону Лусаил у истоименом граду, 18. децембра 2022. године, с почетком у 16 часова, на Дан државности Катара. У финалу су учествовали побједници полуфиналних утакмица Аргентина и Француска, шампион Свјетског првенства 2018. године.
Ово је било шесто финале за Аргентину и четврто за Француску, а обје репрезентације су претходно освојиле по двије титуле првака свијета. Аргентина је првенство почела поразом од Саудијске Арабије, док је Француска у трећем колу групне фазе изгубила од Туниса. У четвртфиналу, Аргентина је побиједила Холандију на пенале, док је Француска побиједила Енглеску, која није искористила пенал за изједначење. До финала, Лионел Меси је постигао пет голова и уписао три асистенције, док је Килијан Мбапе постигао пет голова и уписао двије асистенције. Хулијан Алварез и Оливије Жиру постигли су по четири гола.
Аргентина је побиједила Француску са 4 : 2 на пенале и освојила своју трећу титулу првака свијета, прву од 1986. Аргентина је водила 2 : 0 до 80. минута, головима Месија и Ди Марије, након чега је Мбапе постигао два гола за два минута и утакмица је завршена неријешено послије 90 минута. У продужецима, Меси је постигао гол за вођство од 3 : 2, док је Мбапе изједначио из пенала у 118. минуту и резултат је износио 3 : 3 послије другог продужетка. Током извођења једанаестераца, Мбапе и Меси су постигли голове у првој серији након чега Коман и Тшуамени нису погодили за Француску. У последњој серији, Монтијел је постигао гол и Аргентина је побиједила. Мбапе је постигао три гола поставши први играч који је постигао хет-трик у финалу од 1966. Утакмицу су многи описали као најбоље финале Свјетског фудбалског првенства у историји.
На церемонији је Меси проглашен за играча утакмице, а добио је и Златну лопту за најбољег играча цијелог првенства. Мбапе је добио Златну копачку за најбољег стријелца првенства, Емилијано Мартинез је добио Златну рукавицу за најбољег голмана, док је Ензо Фернандез добио награду за најбољег младог играча.
Предсједник Француске Емануел Макрон је присуствовао финалу док предсједник Аргентине Алберто Фернандез није присуствовао због, како је рекао, ризика од доношења лоше среће својој репрезентацији.

## Позадина
Првенство 2022. је било 22 Свјетско првенство, међународно такмичење за репрезентације које организује ФИФА на сваке четири године. Одржано је у Катару од 20. новембра до 18. децембра, као прво Свјетско првенство које се одржава на Средњем истоку. Катар је за домаћина изабран на гласању 2. децембра 2010. године, а као домаћин, пласирао се директно, док је у квалификацијама, које су одржане у разним терминима од јуна 2019. до јуна 2022. године, учествовало 206 репрезентација из шест конфедерација, а њих 31 пласирала се на првенство. Тимови су били подијељени у осам група по четири тима, гдје су играли по систему разигравања, свако са сваким по једну утакмицу, а двије првопласиране екипе из сваке групе прошле су у осмину финала. У групној фази, ниједна репрезентација у било којој групи није остварила све три побједе, што се десило први пут након 1994. У елиминационој фази играна је по једна утакмица, а у случају неријешеног резултата, играни су продужеци и пенали. Финале је играно на стадиону Лусаил Ајконик у Лусаилу, 18. децембра 2022. године, на национални дан Катара, који се празнује од 2007. године.
Бранилац титуле је била Француска, која  је освојила првенство 2018. а пласиравши се у финале првенства 2022. постала је прва репрезентација након Бразила 2002, која је играла у два финала заредом, као и први бранилац титуле који се пласирао у друго финале заредом након Бразила 1998. Селектор Француске — Дидје Дешан, имао је прилику да постане други селектор који ће освојити двије титуле првака свијета, након Виторија Поца који је освојио са Италијом првенства 1934. и 1938. Пошто је освојио првенство 1998. као играч, Дешан је имао прилику да постане трећа особа која ће освојити Свјетско првенство три пута, након Пелеа који је освојио три пута као играч и Мариа Загала који је освојио два пута као играч и једном као селектор.
Аргентина је прије 2022. освојила два пута Свјетско првенство — 1978. и 1986. Поред тога, играла је још три пута финале — 1930, 1990. и 2014. Након пораза у финалу Свјетског првенства 2014. изгубила је два пута заредом од Чилеа у финалу Копа Америке — 2015. и 2016. оба пута на пенале. Након Свјетског првенства 2018. гдје је испала од Француске у осмини финала, као и Копа Америке 2019. гдје је испала од Бразила у полуфиналу, нови селектор — Лионел Скалони, предводио је Аргентину до титуле на Копа Америци 2021. прве након 28 година, што је такође био први трофеј са репрезентацијом за Лионела Месија. Након што је освојила Куп шампиона 2022. гдје је резултатом 3 : 0 побиједила Италију, првака Европе из 2020, на Свјетско првенство 2022. дошла је као један од највећих фаворита за титулу.
Аргентина и Француска су играли међусобно на другом првенству заредом. На првенству 2018. играли су у осмини финала, на стадиону Казањ арена, гдје је Француска побиједила 4 : 3, а часопис The Independent је ту утакмицу назвао једном од најбољих утакмица на Свјетском првенству свих времена. Антоан Гризман је постигао први гол на утакмици из пенала, након чега су Анхел ди Марија и Габријел Меркадо постигли голове за Аргентину и преокренули. Бенжамен Павар је изједначио, а затим је Килијан Мбапе постигао два гола за ново вођство Француске, док је Серхио Агверо у судијској надокнади времена постигао гол за 4 : 3.
Француска је такође освојила Свјетско првенство два пута — 1998. и 2018. Играла је у финалу 2006. гдје је изгубила од Италије на пенале, након што је претходно Зинедин Зидан добио црвени картон због ударања Марка Матерација главом у груди. На првенству 2014. испала је у четвртфиналу од Њемачке, док је на Европском првенству 2016. изгубила у финалу од Португалије, након чега је освојила Свјетско првенство 2018. и испала у осмини финала Европског првенства 2020. од Швајцарске. Као актуелни првак, Француска је такође била један од фаворита за титулу на првенству 2022.
Лопта којом се играло полуфинале, утакмица за треће мјесто и финале, представљена је 11. децембра 2022. То је била варијација лопте Ел рихла, званичне лопте са којом су игране све утакмице на првенству и названа је Ел хилм, што у преводу са арапског значи „сан“, као алузија на то да свака репрезентација сања да освоји Свјетско првенство. Иако су технички аспекти лопте били исти, боја се разликовала од лопти коришћених у групној фази и претходним елиминационим утакмицама, са „златном металик“, кестењастом, бордо и црвеним дизајном, у мотиву националних боја Катара, као и златним бојама са мотивима стадиона Лусаил Ајконик. То је била пета специјална лопта за финалне мечеве Свјетског првенства.

## Стадион
Финале је одржано на стадиону Лусаил Ајконик, у Лусаилу, 15 km свјеверно од центра Дохе. Стадион је представљен као кандидат за финале у оквиру пријаве Катара за домаћина Свјетског првенства, а потврђен је као стадион на којем ће се играти финале 15. јула 2020. Поред финала, на стадиону је играно и девет других утакмица, шест у групној фази и три у елиминационој фази.
У власништву је фудбалског савеза Катара, а изграђен је у склопу кандидатуре Катара за домаћина Свјетског првенства. Изградиле су га британске компаније Foster + Partners и Populous, са подршком компаније Manica Architecture. Хлади се соларном енергијом и има нулти угљенични отисак. Изградња је почела у априлу 2017. године, са планом да буде завршен до 2020. године, али су завршни радови каснили и завршен је у новембру 2021. године. Капацитета је од 88.966 мјеста, а планирано је да се капацитет смањи на 40.000 мјеста након првенства. На њему је првобитно планирано да се играју три утакмице прије првенства, да је завршен до 2020. године, али пошто је отварање каснило, прва утакмица одиграна је 10. септембра 2022. године, као пријатељска утакмица Лусаил суперкуп, у којој је првак Саудијске Арабије — Али Хилал, побиједио првака Египта — Замалек 4 : 1 на пенале, након што је утакмица завршена 1 : 1.

## Пут до финала
| Поз. | Екипа             | И | П | Н | ПР | Бод. |
| ---- | ----------------- | - | - | - | -- | ---- |
| 1.   | Аргентина         | 3 | 2 | 0 | 1  | 6    |
| 2.   | Пољска            | 3 | 1 | 1 | 1  | 4    |
| 3.   | Мексико           | 3 | 1 | 1 | 1  | 4    |
| 4.   | Саудијска Арабија | 3 | 1 | 0 | 2  | 3    |

| Поз. | Екипа      | И | П | Н | ПР | Бод. |
| ---- | ---------- | - | - | - | -- | ---- |
| 1.   | Француска  | 3 | 2 | 0 | 1  | 6    |
| 2.   | Аустралија | 3 | 2 | 0 | 1  | 6    |
| 3.   | Тунис      | 3 | 1 | 1 | 1  | 4    |
| 4.   | Данска     | 3 | 0 | 1 | 2  | 1    |

### Аргентина
Аргентина је извучена у групи Ц на жријебу који је одржан 1. априла 2022. године, а након периода од три године и 36 утакмица без пораза, дошла је на првенство као један од главних фаворита за освајање. У првом колу, изгубила је од Саудијске Арабије, што је описано као највеће изненађење у историји Свјетског првенства. Меси је постигао гол за вођство Аргентине у 10. минуту из пенала, након чега му је поништен један гол и два гола Лаутару Мартинезу због офсајда. На почетку другог полувремена, Салех ел Шехри и Салем ел Давсари су у периоду од пет минута постигли два гола за преокрет и побједу Саудијске Арабије резултатом 2 : 1. У другом колу, побиједила је Мексико 2 : 0, головима Месија и Енза Фернандеза. У трећем колу, против Пољске, Војћех Шчесни је одбранио пенал Месију у првом полувремену, док су у другом полувремену Алексис Макалистер и Хулијан Алварез постигли голове за побједу од 2 : 0, захваљујући чему је Аргентина завршила на првом мјесту у групи.
У осмини финала играла је против Аустралије, која је завршила на другом мјесту у групи Д. Меси је постигао гол за вођство од 1 : 0 у 35. минуту, што му је био први гол у елиминационој фази на Свјетском првенству, а са 35 година и 162 дана постао је најстарији играч Аргентине који је постигао гол у елиминационој фази. Алварез је постигао гол у 57. минуту, за вођство од 2 : 0, док је Ензо Фернандез постигао аутогол у 77. минуту за 2 : 1. У 97. минуту, Аустралија је имала шансу да изједначи, али је Емилијано Мартинез одбранио ударац Гаранга Куола. У четвртфиналу играла је против Холандије, коју је на првенству 2014. побиједила на пенале у полуфиналу. Навел Молина је постигао гол у 35. минуту за 1 : 0, док је Меси постигао гол у 73. минуту из пенала за 2 : 0. Ваут Вегорст, који је ушао у игру у 79. минуту, постигао је голове у 83. и 101. минуту и утакмица је завршена 2 : 2. У продужецима није било голова, након чега су се изводили пенали. Емилијано Мартинез је одбранио прва два пенала, која су шутирали Вирџил ван Дајк и Стевен Бергојс, док је Ензо Фернандез промашио; последњи пенал шутирао је Лаутаро Мартинез, који је постигао гол и Аргентина је побиједила 4 : 3.
У полуфиналу играла је против Хрватске, од које је изгубила 3 : 0 у групној фази на првенству 2018. У 34. минуту, Меси је постигао гол из пенала, који је Доминик Ливаковић направио над Алварезом. То је био Месијев пети гол, чиме је постао најстарији играч са пет голова на једном Свјетском првенству. У 39. минуту, Алварез је постигао гол за 2 : 0, док је у 69. минуту, Алварез постигао гол за побједу од 3 :0, на асистенцију Месија, који је тако постао први играч од 1966. који је постигао гол и уписао асистенцију на три различите утакмице на Свјетском првенству. Такође, Меси је постигао 11 гол на Свјетским првенствима, чиме је постао најбољи стријелац Аргентине, престигавши Габријела Батистуту, а уписао је осму асистенцију, чиме се изједначио са Дијегом Армандом Марадоном. Са побједом, Аргентина се пласирала у своје шесто финале, прво након 2014.
На утакмицама Аргентина—Мексико и Аргентина—Хрватска, присуствовало је 88.966 гледалаца, што је рекорд првенства. На утакмици Холандија—Аргентина присуствовало је 88.235 гледалаца, по чему је на четвртом мјесту, док је на шестом мјесту утакмица Аргентина—Саудијска Арабија, којој је присуствовало 88.012 гледалаца.

### Француска
Француска је на жријебу извучена у групи Д, а као и на првенству 2018. била је у групи са Данском и Аустралијом, са којима је још био Тунис. Из тима су због повреда отпали Пол Погба, Нголо Канте и Преснел Кимпембе, а пред сам почетак првенства отпали су Кристофер Нкунку и Карим Бензема, за кога није позвана замјена. У првом колу играла је против Аустралије, која је повела у 9. минуту, а гол је постигао Крејг Гудвин. Изједначио је Адрјен Рабио, након чега је Оливије Жиру постигао два гола и Килијан Мбапе један, за побједу резултатом 4 : 1. На утакмици, повриједио се Лукас Ернандез, због чега је напустио првенство. У другом колу играла је против Данске, која је раније током 2022. два пута побиједила Француску у Лиги нација. Француска је повела голом Мбапеа у 61. минуту, а изједначио је Андреас Кристенсен у 68. минуту. Мбапе је у 86. минуту постигао гол за побједу Француске од 2 : 1, чиме је осигурала пролаз у елиминациону фазу, поставши први тим на првенству 2022. који је то урадио и први свјетски првак из Европе који је осигурао пролаз послије другог кола од 1994. У последњем колу играла је против Туниса, гдје су наступили и фудбалери који су мање играли на прве двије утакмице. Вахби Хазри, који је рођен у Француској, постигао је гол за вођство Туниса у 58. минуту. Антоан Гризман је у последњим секундама судијске надокнаде времена постигао гол за 1 : 1, након чега је утакмица завршена. Након што је свиран крај, ВАР судија је обавијестио главног да је био офсајд и гол је поништен и Тунис је побиједио 1 : 0. Гледаоци у Француској нијесу знали да је гол поништен јер се француска телевизија TF1 искључила из преноса одмах након што је свиран крај. Захваљујући бољој гол разлици од Аустралије, завршила је на првом мјесту у групи.
У осмини финала играла је против Пољске. Жиру је постигао гол за вођство од 1 : 0 у првом полувремену, што му је био 52 гол за репрезентацију, чиме је престигао Тијерија Анрија и постао најбољи стријелац Француске. У другом полувремену, Мбапе је постигао два гола, док је у судијској надокнади времена, у 99. минуту, Роберт Левандовски постигао гол из пенала и Француска је побиједила 3 : 1. У четвртфиналу играла је против Енглеске. Орелијен Тшуамени је постигао гол за вођство Француске од 1 : 0 у првом полувремену, док је Хари Кејн постигао гол из пенала за изједначење у 54. минуту. Жиру је у 78. минуту постигао гол за ново вођство Француске, док је Кејн у 81. минуту промашио пенал и Француска је побиједила 2 : 1. У полуфиналу играла је против Марока, који је избацио Шпанију и Португалију и постао прва репрезентација из Африке која се пласирала у полуфинале. Тео Ернандез је постигао гол у петом минуту за вођство од 1 : 0, што је био најбржи гол у полуфиналу Свјетског првенства од 1958. када је Вава постигао гол у другом минуту. Рандал Коло Муани је постигао гол у 79. минуту, 44 секунде након што је ушао у игру. Француска је побиједила 2 : 0 и пласирала се у финале на другом првенству заредом први пут у историји, поставши такође прва репрезентација након Бразила 1998. која се пласирала у финале на два Свјетска првенства заредом.

## Прије утакмице

### Судије
Пољски судија Шимон Марћињак одређен је да суди финале 15. децембра, три дана прије одигравања утакмице, док су за помоћне судије одређени Павел Соколницки и Томаш Листкјевич. Марћињак је постао ФИФА судија 2011. године, а претходно је судио на Европском првенству 2016. и Свјетском првенству 2018. Судио је и утакмицу УЕФА суперкупа 2018. године, између Реал Мадрида и Атлетико Мадрида. Претходно је на првенству 2022. судио двије утакмице, по једну објема екипама које су се пласирале у финале: Француска—Данска у другом колу групне фазе и Аргентина—Аустралија у осмини финала. Он је постао први пољски судија који је судио финале Свјетског првенства и други пољски судија који је био укључен у финалу, након што је Михал Листкјевич био помоћни судија у финалу 1990.
Исмаил Елфат је одређен за четвртог судију, а Кетрин Незбит за резервног помоћног судију. Пољак Томаш Квјатковски одређен је за ВАР судију, док су му помоћници били Хуан Сото из Венецуеле, Кајл Еткинс из Сједињених Америчких Држава и Фернандо Гереро из Мексика. Њемац Бастијан Данкерт и Американац Кори Паркер били су помоћници у приправности.

### Остало
Утакмици су присуствовали бројни шефови држава, а међу њима катарски Емир Тамим ибн Хамад ел Тани, турски предсједник Реџеп Тајип Ердоган и француски предсједник Емануел Макрон, чланови савјета Фифе, као и предсједник Фифе Ђани Инфантино. Очекивао се и долазак предсједника Аргентине Алберта Фернандеза, али је он одбио да оде у Катар и присуствује финалу како би избјегао негативан утицај који може политика да има на спорт и да не би донио лошу срећу репрезентацији. Изјавио је да ће умјесто тога остати кући и навијати за Аргентину, а његов портпарол — Габријела Серути, изјавила је да политика и спорт не треба да се мијешају и да они нису заинтересовани за мијешање.
Прије почетка утакмице одржана је церемонија затварања, гдје су заједно пјевали порторикански пјевач Осуна и француски репер Гимс. На церемонији су такође пјевали Нора Фатехи, Балк, Рахма Ријад и Манал. Пехар намијењен побједнику представио је Икер Касиљас, који је као капитен освојио првенство 2010. заједно са индијском глумицом Дипиком Падуконе.
Аргентинска пјевачица Лали изводила је химну Аргентине, док је египћанка Фара Елдибани изводила химну Француске прије почетка утакмице.

## Утакмица

### Преглед
Утакмица је почела у 18.00 часова по локалном времену, односно у 16.00 часова по средњоевропском времену, а на стадиону је било 88.966 гледалаца. Вријеме је било дјелимично облачно, са 22 °C, уз влажност ваздуха од 64%. Маркос Акуња није био у стартној постави, гдје га је замијенио Николас Таљафико, док је Анхел ди Марија стартовао утакмицу након што је био повријеђен и мање је играо током првенства.
На почетку утакмице, Адрјен Рабио је направио фаул, а први је у оквир гола шутирао Алексис Макалистер. У 23. минуту, Усман Дембеле је направио фаул над Ди Маријом у шеснаестерцу и досуђен је пенал за Аргентину. Меси је извео пенал и дао гол, свој дванаести на Свјетским првенствима, којим је Аргентина повела 1 : 0. Аргентина је имала већи посјед лопте, док Француска није упутила ниједан ударац у оквир гола у првих пола сата. У 36. минуту, Меси је упутио пас до Макалистера, који је додао Ди Марији, а он је лијевом ногом шутирао у десни угао и постигао гол за вођство од 2 : 0. У 41. минуту, селектор Француске — Дидије Дешан, извршио је двије измјене: изашли су Дембеле и Оливије Жиру, док су ушли Рандал Коло Муани и Маркус Тирам. Прво полувријеме било је продужено седам минута, а у последњем минуту надокнаде, Ензо Фернандез је добио жути картон због фаула над Коло Муанијем, Гризман је центрирао, али је лопта отишла ван терена и прво полувријеме завршено је са вођством Аргентине од 2 : 0.
На почетку другог полувремена, Ди Марија је додао лопту до Родрига де Паула, који је шутирао, али је Иго Лорис одбранио. У 53. минуту, Меси је шутирао, али је Гризман блокирао ударац, док је у 55. минуту Рабио добио жути картон због фаула над Де Паулом. У 64. минуту, Акуња је ушао умјесто Ди Марије, док су у 71. минуту изашли Гризман и Тео Ернандез, а ушли су Кингсле Коман и Едуардо Камавинга. у 80. минуту, Николас Отаменди је вукао Коло Муанија у шеснаестерцу док га није оборио, због чега је досуђен пенал за Француску. Мбапе је постигао гол за 2 : 1, што је био први ударац Француске у оквир гола. У 82. минуту, Меси је изгубио лопту на средини терена, Коман је додао до Мбапеа, који је постигао гол за 2 : 2, минут и 34 секунде након што је постигао први гол. У 87. минуту, Тирам је пао у шеснаестерцу, из репрезентације Француске су тражили пенал, али је судија дао Тираму жути картон због симулирања. Утакмица је продужена осам минута, а током надокнаде Мбапе је двапут шутирао и Меси једном. Жиру је добио жути картон због протеста у 95. минуту, иако је био на клупи, а Акуња је добио жути картон због фаула у 98. минуту. У финишу, Алварез је у шеснаестерцу додао лопту до Месија, који је асистирао Де Паулу, али он није успио да шутира и утакмица је завршена 2 : 2.
На почетку продужетака, Гонзало Монтијел је ушао у игру умјесто Навела Молина, а након што је направио фаул, Рабио је ударио главом, због чега је морао да изађе из игре у 96. минуту, а умјесто њега је ушао Јусуф Фофана. У 102. минуту, изашли су Алварез и Де Паул, а умјесто њих ушли су Лаутаро Мартинез и Леандро Паредес. У судијској надокнади првог продужетка, Акуња је шутирао поред гола, а затим је Лаутаро Мартинез имао шансу, али је уклизао Дајо Упамекано и склонио лопту, након чега је Монтијел шутирао, али га је изблокирао Рафаел Варан. У последњим тренуцима, Лаутаро Мартинез је добио лопту, био је сам испред голмана, али је шутирао поред гола. На почетку другог продужетка, Лорис је прво истрчао и узео лопту испред Монтијела, а затим је одбранио ударац Месија. У 108. минуту, Лаутаро Мартинез је шутирао, Лорис одбранио, а Меси натрчао на одбијену лопту и постигао гол; Орелијен Тшуамени је избацио лопту из гола, али је технологија показала да је она пуним обимом прешла гол линију и Аргентина је повела 3 : 2. У 113. минуту, Ибрахима Конате је ушао у игру умјесто Варана, док је у 114. минуту Паредес добио жути картон, а у 116. Херман Пезела је ушао умјесто Макалистера. У 117. минуту, Тшуамени је извео корнер, лопта се одбила до Мбапеа, који је шутирао и погодио Монтијела у руку, због чега је судија досудио пенал. Играчи Аргентине су протествовали јер су сматрали да је рука била при тијелу или да је Упамекано играо руком након центаршута, прије него што је Мбапе шутирао. Пенал је шутирао Мбапе и постигао гол за 3 : 3 у 118. минуту, поставши први играч који је постигао хет-трик у финалу након Џефа Херста 1966. године, а такође, постао је први играч у историји који је постигао четири гола у финалима Свјетског првенства, након што је дао један гол у финалу првенства 2018. У 121. минуту, Пауло Дибала је ушао у игру умјесто Таглијафика за Аргентину, а Аксел Дисаси умјесто Жила Кундеа за Француску; Француска је извршила седам измјена, јер је Рабио изашао због повреде главе и таква измјена се не рачуна у број дозвољених измјена на утакмици. У 123. минуту, Коло Муани је истрчао сам испред голмана Аргентине, шутирао је, али је Емилијано Мартинез одбранио; утакмица је завршена 3 : 3 након продужетака и изводили су се пенали.
Меси и Мбапе су погодили у првој пенал серији, након чега је Емилијано Мартинез одбранио ударац Комана у другој серији, а затим је шутирао Дибала, који је постигао гол, док је касније изјавио да га је Мартинез савјетовао да шутира по средини а не у десну страну гдје је намјеравао. У трећој серији, Тшуамени је промашио за Француску, док је Паредес погодио и Аргентина је повела 3 : 1. У четвртој серији, Коло Муани је погодио за Француску, док је Монтијел погодио за Аргентину, која је побиједила резултатом 4 : 2 на пенале и освојила трећу титулу првака свијета, прву након 1986.

### Детаљи
| Аргентина                             | 3 : 3 (прод.) | Француска                             |
| ------------------------------------- | ------------- | ------------------------------------- |
| Меси 23’ (пен.), 109’ · Ди Марија 36’ | Извјештај     | Мбапе 80’ (пен.), 81’, 118’ (пен.)    |
| Пенали                                |               |                                       |
| Меси · Дибала · Паредес · Монтијел    | 4 : 2         | Мбапе · Коман · Тшуамени · Коло Муани |

| Аргентина | Француска |

| Г              | 23 | Емилијано Мартинез |       | Пен.’  |
| О              | 26 | Науел Молина       |       | 91’    |
| О              | 13 | Кристијан Ромеро   |       |        |
| О              | 19 | Николас Отаменди   |       |        |
| О              | 3  | Николас Таљафико   |       | 120+1’ |
| С              | 24 | Енцо Фернандез     | 45+7’ |        |
| С              | 7  | Родриго де Паул    |       | 102’   |
| С              | 20 | Алексис Макалистер |       | 116’   |
| Н              | 10 | Лионел Меси (к)    |       |        |
| Н              | 9  | Хулијан Алварез    |       | 102’   |
| Н              | 11 | Анхел ди Марија    |       | 64’    |
| Измјене:       |    |                    |       |        |
| С              | 8  | Маркос Акуња       | 90+8’ | 64’    |
| О              | 4  | Гонзало Монтијел   | 116’  | 91’    |
| С              | 5  | Леандро Паредес    | 114’  | 102’   |
| Н              | 22 | Лаутаро Мартинез   |       | 102’   |
| О              | 6  | Херман Пецела      |       | 116’   |
| Н              | 21 | Пауло Дибала       |       | 120+1’ |
| Селектор:      |    |                    |       |        |
| Лионел Скалони |    |                    |       |        |

| Г           | 1  | Иго Лорис (к)     |       |        |
| О           | 5  | Жил Кунде         |       | 120+1’ |
| О           | 4  | Рафаел Варан      |       | 113’   |
| О           | 18 | Дајо Упамекано    |       |        |
| О           | 22 | Тео Ернандез      |       | 71’    |
| С           | 8  | Орелијен Тшуамени |       |        |
| С           | 14 | Адрјен Рабио      | 65’   | 96’    |
| С           | 11 | Усман Дембеле     |       | 41’    |
| С           | 7  | Антоан Гризман    |       | 71’    |
| С           | 10 | Килијан Мбапе     |       |        |
| Н           | 9  | Оливије Жиру      | 90+5’ | 41’    |
| Измјене:    |    |                   |       |        |
| Н           | 26 | Маркус Тирам      | 87’   | 41’    |
| Н           | 12 | Рандал Коло Муани |       | 41’    |
| Н           | 20 | Кингсле Коман     |       | 71’    |
| С           | 25 | Едуардо Камавинга |       | 71’    |
| С           | 13 | Јусуф Фофана      |       | 96’    |
| О           | 24 | Ибрахима Конате   |       | 113’   |
| О           | 3  | Аксел Дисаси      |       | 120+1’ |
| Селектор:   |    |                   |       |        |
| Дидје Дешан |    |                   |       |        |

| Играч утакмице: Лионел Меси (Аргентина) Помоћне судије: Павел Соколницки Томаш Листкјевич Четврти судија: Исмаил Елфат Резервни помоћни судија: Кетрин Незбит ВАР — главни судија: Томаш Квјатковски ВАР — помоћне судије: Хуан Сото Кајл Еткинс Фернандо Гереро Бастијан Данкерт Кори Паркер | Правила утакмице: - утакмица је трајала 90 минута; - у случају неријешеног резултата након 90 минута, играли су се продужеци два пута по 15 минута; - у случају неријешеног резултата и након продужетака, изводили су се једанаестерци; - било је дозвољено максимум 12 играча на клупи за резервне играче; - било је дозвољено максимум пет измјена у регуларном дијелу, док је шеста измјена била дозвољена у продужецима. |

### Статистика
| Статистика     | Аргентина | Француска |
| -------------- | --------- | --------- |
| Голови         | 2         | 0         |
| Шутеви         | 6         | 0         |
| У оквир гола   | 3         | 0         |
| Одбране        | 0         | 1         |
| Посјед лопте   | 59%       | 41%       |
| Корнери        | 2         | 0         |
| Фаулови        | 10        | 11        |
| Офсајди        | 3         | 0         |
| Жути картони   | 1         | 0         |
| Црвени картони | 0         | 0         |

| Статистика     | Аргентина | Француска |
| -------------- | --------- | --------- |
| Голови         | 0         | 2         |
| Шутеви         | 6         | 6         |
| У оквир гола   | 4         | 3         |
| Одбране        | 1         | 4         |
| Посјед лопте   | 45%       | 55%       |
| Корнери        | 2         | 3         |
| Фаулови        | 9         | 5         |
| Офсајди        | 0         | 2         |
| Жути картони   | 1         | 3         |
| Црвени картони | 0         | 0         |

| Статистика     | Аргентина | Француска |
| -------------- | --------- | --------- |
| Голови         | 1         | 1         |
| Шутеви         | 8         | 4         |
| У оквир гола   | 3         | 2         |
| Одбране        | 1         | 2         |
| Посјед лопте   | 62%       | 38%       |
| Корнери        | 2         | 2         |
| Фаулови        | 6         | 3         |
| Офсајди        | 1         | 2         |
| Жути картони   | 3         | 0         |
| Црвени картони | 0         | 0         |

| Статистика     | Аргентина | Француска |
| -------------- | --------- | --------- |
| Голови         | 3         | 3         |
| Шутеви         | 20        | 10        |
| У оквир гола   | 10        | 5         |
| Одбране        | 2         | 7         |
| Посјед лопте   | 54%       | 46%       |
| Корнери        | 6         | 5         |
| Фаулови        | 26        | 19        |
| Офсајди        | 4         | 4         |
| Жути картони   | 5         | 3         |
| Црвени картони | 0         | 0         |

## Након утакмице
Аргентина је освојила трећу титулу првака свијета чиме је престигла Уругвај и Француску који су освојили по двије и дошла је на четврто мјесто на листи тимова са највише титула, иза Бразила са пет, као и Италије и Њемачке са по четири. Постала је прва репрезентација из Јужне Америке која је освојила Свјетско првенство, након Бразила 2002. као и први актуелни побједник Копа Америке који је освојио Свјетско првенство. Такође је постала друга репрезентација која је освојила првенство након што је изгубила на првој утакмици, послије Шпаније 2010. То је била десета титула првака свијета за репрезентације из Јужне Америке, као и осма побједа екипе из Јужне Америке у финалу против репрезентације из Европе. Француска је постала трећи бранилац титуле који је на наредном првенству изгубио у финалу, након Аргентине 1990. и Бразила 1998. Утакмица је била треће финале у историји Свјетског првенства које је завршено на пенале, након 1994. и 2006. када је такође Француска изгубила. Са шест голова постигнутих у финалу, постигнуто је укупно 172 гола на првенству, чиме је срушен рекорд од 171 гола колико је постигнуто на првенствима 1998. и 2014.
Током церемоније додјеле медаља, Ђани Инфантино је дијелио медаље и трофеј Свјетског првенства, а поред њега, на церемонији су били катарски Емир Тамим ибн Хамад ел Тани, француски предсједник Емануел Макрон, предсједник Фудбалског савеза Аргентине Клаудио Тапија, предсједник Фудбалског савеза Француске Ноел ле Грет, предсједник конфедерације Конмебол Алехандро Домингез и предсједник Уефе — Александар Чеферин. Серхио Батиста и Нери Пумпидо, који су освојили титулу првака свијета са Аргентином 1986. донијели су трофеј на терен за церемонију. Меси је огрнут биштом, традиционалним арапским огртачем за мушкарце, након чега су му Инфантино и Емир уручили пехар. Додјела пехара била је другачија од церемонија на претходним првенствима, а умјесто конфета коришћена је пиротехника и свијетла.
Меси је проглашен за играча утакмице, а такође добио је и Златну лопту за најбољег играча првенства, чиме је постао први играч у историји који је освојио Златну лопту два пута, након што је освојио и 2014. Такође је освојио и сребрну копачку, за другог најбољег стријелца првенства, са постигнутих седам голова. Са наступом у финалу, Меси је одиграо 26 утакмицу на Свјетском првенству, чиме је постао рекордер, срушивши рекорд Лотара Матеуса од 25 утакмица. Са головима у финалу, постао је други играч у историји који је постигао гол у свакој елиминационој фази, након Ђерђа Шарошија 1938. а постао је први играч у историји који је постигао гол у свакој фази првенства, укључујући групну фазу и све елиминационе фазе. Мбапе је добио сребрну лопту, за другог најбољег играча првенства, а након што је постигао један гол у финалу 2018. године, са три гола у финалу 2022. постао је играч са највише голова у финалима Свјетског првенства, престигавши Херста, Пелеа, Ваву и Зидана, који су постигли по три. Такође, са три гола у финалу, престигао је Месија на листи стријелаца и са осам голова освојио је Златну копачку, постигавши највише голова на једном првенству од 2002. када је Роналдо постигао такође осам голова. Емилијано Мартинез је добио Златну рукавицу, за најбољег голмана, док је Ензо Фернандез добио награду за најбољег младог играча.
У Аргентини, навијачи су славили широм државе, а највише у главном граду — Буенос Ајресу, као и у Росарију, родном граду Лионела Месија и Анхела ди Марије. На дан 20. децембра, према подацима медија у Аргентини, око четири милиона становника је изашло на улице Буенос Ајреса да дочека играче, који су путовали аутобусом и прешли су 15 km за шест сати вожње, а након што су људи са моста почели да скачу међу играче, из безбједносних разлога је аутобус скренуо са пута и играчи су пребачени у хеликоптер одакле су поздрављали навијаче. Након одлуке да не наставе пут аутобусом, предсједник Фудбалског савеза Аргентине је на друштвеној мрежи Twitter написао: „не дају нам да поздравимо све те људе који су се окупили око обелиска. Безбједносне организације не дозвољавају да наставимо пут аутобусом. Хиљаду извињења у име свјетских шампиона, у име свих из репрезентације. Ово је срамота.“ У Француској су избили нереди у многим градовима након финала, посебно у Паризу, Лиону и Ници; Нереди су били слични онима који су настали након финала првенства 2018. као и након побједа Француске против Енглеске у четвртфиналу и Марока у полуфиналу, када су се током славља навијачи сукобили са полицијом. По повратку играча у Француску, дочекало их је око 50.000 навијача. Кингсле Коман и Орелијен Тшуамени, који нису дали голове из пенала, као и Рандал Коло Муани који је постигао гол, вријеђани су на расној основи на друштвеним мрежама од стране навијача Француске, због лоше игре, слично како су вријеђани Маркус Рашфорд, Џејдон Санчо и Букајо Сака након што је Енглеска изгубила у финалу Европског првенства 2020. од Италије на пенале.
Златну медаљу је добио и Серхио Агверо, који је био регистрован као један од помоћних тренера репрезентације, али није боравио са њима у хотелу до пред финале, када је одрадио и тренинг са екипом. Током додјеле награде за најбољег голмана, Емилијано Мартинез је златну рукавицу ставио на међуножје, а касније је изјавио да је то урадио због тога што су му навијачи Француске звиждали. Након побједе, Мартинез је у свлачионици тражио минут ћутања за Мбапеа, а током прославе у Аргентини, закачио је на лутку слику Мбапеа и показивао је из аутобуса ућиткавајући га. Због његовог понашања, предсједник Фудбалског савеза Француске је тражио казну, а тренер Астон Виле, за коју Мартинез игра — Унаи Емери, изјавио је да ће разговарати са њим. Неколико дана након финала, у Француској је покренута петиција да се финале поново игра коју је за неколико дана потписало преко 200.000 људи, док је у Аргентини покренута петиција  под називом „нека Французи престану да плачу“, коју је за један дан потписало преко пола милиона људи. Након што се вратио у клуб, Дибала је донирао златну медаљу клупском музеју Роме.